# 中村ターンテック
中村ターンテック株式会社（なかむらターンテック）は、新潟県西蒲原郡弥彦村に本社を置く各種機械部品等を製造するメーカーである。

NC旋盤による切削加工（機械加工の一種）を事業のメインとしており、チタン、ステンレス鋼、
アルミニウム、銅、真鍮、合成樹脂などの素材から、精密機器の部品等を製造している。

## 概要
- 本社所在地 - 新潟県西蒲原郡弥彦村大戸635-5
- 代表者 - 歌代秀和（代表取締役）
- 資本金 - 40百万円
- 従業員数 - 72人

## 沿革
- 1953年（昭和28年） - 新潟県西蒲原郡吉田町（現在の燕市）で中村正二が創業
- 1966年（昭和41年） - 有限会社中村螺子製作所を設立（組織変更）
- 1967年（昭和42年） - 吉田螺子製作所と合併
- 1985年（昭和60年） - 新潟県西蒲原郡吉田町に第二工場増設
- 1995年（平成 7年） - 中村ターンテック株式会社に組織変更、新潟県西蒲原郡弥彦村へ移転
- 2000年（平成15年） - 中村正幸が代表取締役社長に就任、中村正二が取締役会長に就任
- 2002年（平成14年） - 埼玉県浦和市（現在のさいたま市）に埼玉営業所を開設
- 2005年（平成17年） - 新潟県三条地域振興局により社員1名がにいがた県央マイスターに認定される
- 2008年（平成20年） - 中央職業能力開発協会により社員1名が高度熟練技能者に認定される
- 2011年（平成23年） - ISO9001:2008、ISO14001:2004 認証取得
- 2015年（平成27年） - 歌代秀和が代表取締役社長に就任、中村正幸が取締役会長に就任